# La Grimaudière
La Grimaudière település Franciaországban, Vienne megyében. Lakosainak száma 396 fő (2022. január 1.). La Grimaudière Assais-les-Jumeaux, Marnes, Craon, Mazeuil, Moncontour és Saint-Jean-de-Sauves községekkel határos.

## Népesség
A település népességének változása:
| Lakosok száma | 376  | 377  | 399  | 397  | 400  | 402  | 405  | 401  | 396  |
|               | 2013 | 2015 | 2016 | 2017 | 2018 | 2019 | 2020 | 2021 | 2022 |